# Symfonie nr. 2 (Roussel)
Albert Roussel voltooide zijn Symfonie nr. 2 in 1921, nadat ziekte hem parten had gespeeld. Ook is een weerslag te horen van de Eerste Wereldoorlog, waarin Roussel had meegevochten. Bovendien wilde Roussel zijn stijl van componeren wijzigen naar een meer eigen stijl, dat wil zeggen loskomen van het impressionisme.  
De symfonie kent drie delen, waarbij ten opzichte van een klassieke symfonie het scherzo afwezig is. De drie delen:
1. Lent
2. Modéré
3. Tres lent

De symfonie begint broeierig en somber met een solo voor de althobo boven de strijkers en blazers. Die stemming verlaat de symfonie niet meer, ook probeert het tweede deel de algemene teneur te doorbreken. Het slaagt er niet in. Pas in deel drie weet de componist de muziek op te zwepen, maar bij het slot volgt een naspel in de sombere stemming waarmee het werk begon.
De eerste uitvoering vond plaats op 4 maart 1922 door het Orchestre Pasdeloup onder leiding van René-Emmanuel Baton, aan wie de symfonie is opgedragen. Het werk had daarna weinig succes, hoewel de beroemde dirigent Serge Koussevitzky er een liefhebber van was en de symfonie promootte. 
Roussel schreef de volgende muziekinstrumenten voor:
- 3 fluiten (3e fluit ook piccolo), 2 hobo’s, 1 althobo, 2 klarinetten,  1 basklarinet, 2 fagotten, 1 contrafagot
- 4 hoorns, 4 trompetten, 3 trombones, 1 tuba
- pauken, percussie (triangel, tamboerijn, bekkens, grote trom, tamtam), 2 harpen, celesta
- violen, altviolen, celli, contrabassen

## CD-opnamen (selectie)
- Orchestre National de l'O.R.T.F. o.l.v. Jean Martinon, Erato 1968
- Orchestre National de France o.l.v. Charles Dutoit, Apex 1987
- Symfonieorkest van het Ministerie van Cultuur van de Sovjet-Unie o.l.v. Gennadi Rozjdestvenski, Yedang 1989
- Orchestre Colonne o.l.v. Georges Prêtre, Warner 2006
- Orchestre de Paris o.l.v. Christoph Eschenbach, Ondine 2006
- Royal Scottish National Orchestra o.l.v. Stéphane Denève, Naxos 2007